# یابنده وردشی کوانتومی مقدارویژه
یابنده وردشی کوانتومی مقدارویژه (به انگلیسی: variational quantum eigensolver (VQE)) روشی است که از رویکرد محاسباتی ترکیبی کوانتومی-کلاسیک برای یافتن مقادیرویژه یک ماتریس بزرگ (که معرف هامیلتونین یک سیستم است) استفاده می‌کند. این مسئله در شیمی کوانتومی و فیزیک ماده چگال مسئله ای اساسی است. در خیلی از موارد به دنبال کمترین مقدارویژه هستیم که معرف انرژی حالت پایه یک سیستم است. همین‌طور می‌توانیم از VQE و الگوریتم‌های مشابه برای محاسبه مقادیرویژه اضافی که معرف حالت‌های برانگیخته است استفاده کنیم.
VQE در سال ۲۰۱۴ به عنوان روشی برای حل معادله شرودینگر و به عنوان جایگزین برای الگوریتمهای کاملا کوانتومی مثل الگوریتم تخمین فاز کوانتومی پیشنهاد شد زیرا سخت‌افزارهای کوانتومی در مقیاس مورد نیاز در آینده نزدیک در دسترس نخواهند بود. VQE می‌تواند مسئله را در زمان چندجمله ای حل کند و یکی از مهم‌ترین کاربردهای رایانش کوانتومی در کوتاه مدت است.
.
در روشهای وردشی از بهترین حدس (یا ansatz) برای حالت پایه استفاده می‌شود و پارامتر {\displaystyle \theta } برای وضعیت کوانتومی در نظر گرفته می‌شود. در واقع بهترین حدس  یک مدار کوانتومی است که دروازه‌های منطقی کوانتومی آن بر اساس پارامتر {\displaystyle \theta } تعریف شده اند. برای مثال می توان از دروازه‌م چرخشی R و سایر گیت ها مثل CNOT یا Controlled-Z استفاده کرد. بنابراین مسئله ای که VQE حل می‌کند به این صورت تعریف می‌شود:
با درنظر گرفتن هامیلتونین {\displaystyle H}  که به‌طور معمول از یک سیستم فیزیکی مثل مولکول هیدروژن یا آب می‌آید، انرژی حالت پایه (کمینه مقدار ویژه {\displaystyle H}) را با حل مسئله بهینه‌سازی زیر تقریب بزنید:
{\displaystyle min_{\theta }\langle \psi (\theta )|H|\psi (\theta )\rangle }

## توضیحات الگوریتم
الگوریتم VQE یک الگوریتم ترکیبی است و از یک بخش کوانتومی و یک بخش کلاسیک (قابل اجرا روی کامپیوترهای کلاسیک) تشکیل شده است. بخش کوانتومی کار ارزیابی انرژی بر اساس پارامتر فعلی را انجام می دهد و بخش کلاسیک کار بروز رسانی پارامترها را انجام می دهد. دلیل استفاده از کامپیوتر کوانتومی این است که ۱) حالت های مختلف در یک فضای هیلبرت خیلی بزرگ واقع شده اند و دسترسی به مدل کوانتومی می تواند مزیت ایجاد کند ۲) ممکن است محاسبه انرژی هامیلتونین از لحاظ محاسباتی برای کامپیوترهای کلاسیک دشوار باشد. این مشکل ممکن است در مسائل شیمی رخ دهد. 
مقیاس پذیری این روش بستگی به دو عامل دارد: پیچیدگی مدار کوانتومی و پیچیدگی مساله بهینه سازی کلاسیک. هر دوی این عوامل به انتخاب ansatz مناسب برای تابع موج بستگی دارند. بنابراین در حال حاضر ساخت یک ansatz مناسب یکی از موضوع های پژوهشی فعال در جامعه آکادمیک است.

## کاربردها
با این که از VQE در اصل برای یافتن حالت پایه هامیلتونین استفاده می‌شود، می‌توان از آن در مسائل بهینه سازی برای یافتن مقدار کمینه هر تابع هدف که در قالب یک مدار کوانتومی قابل مدلسازی باشد، استفاده کرد. بنابراین این الگوریتم کاربردهای گسترده‌ای دارد. برای مثال در کشف دارو، علم مواد و مهندسی شیمی از آن استفاده می‌شود.